# Flacourtia (botanica)
Flacourtia Comm. ex L'Hér. è un genere di pianta della famiglia delle Salicacee.
Il nome del genere è un omaggio a Étienne de Flacourt (1607–1660), governatore francese del Madagascar.

## Tassonomia

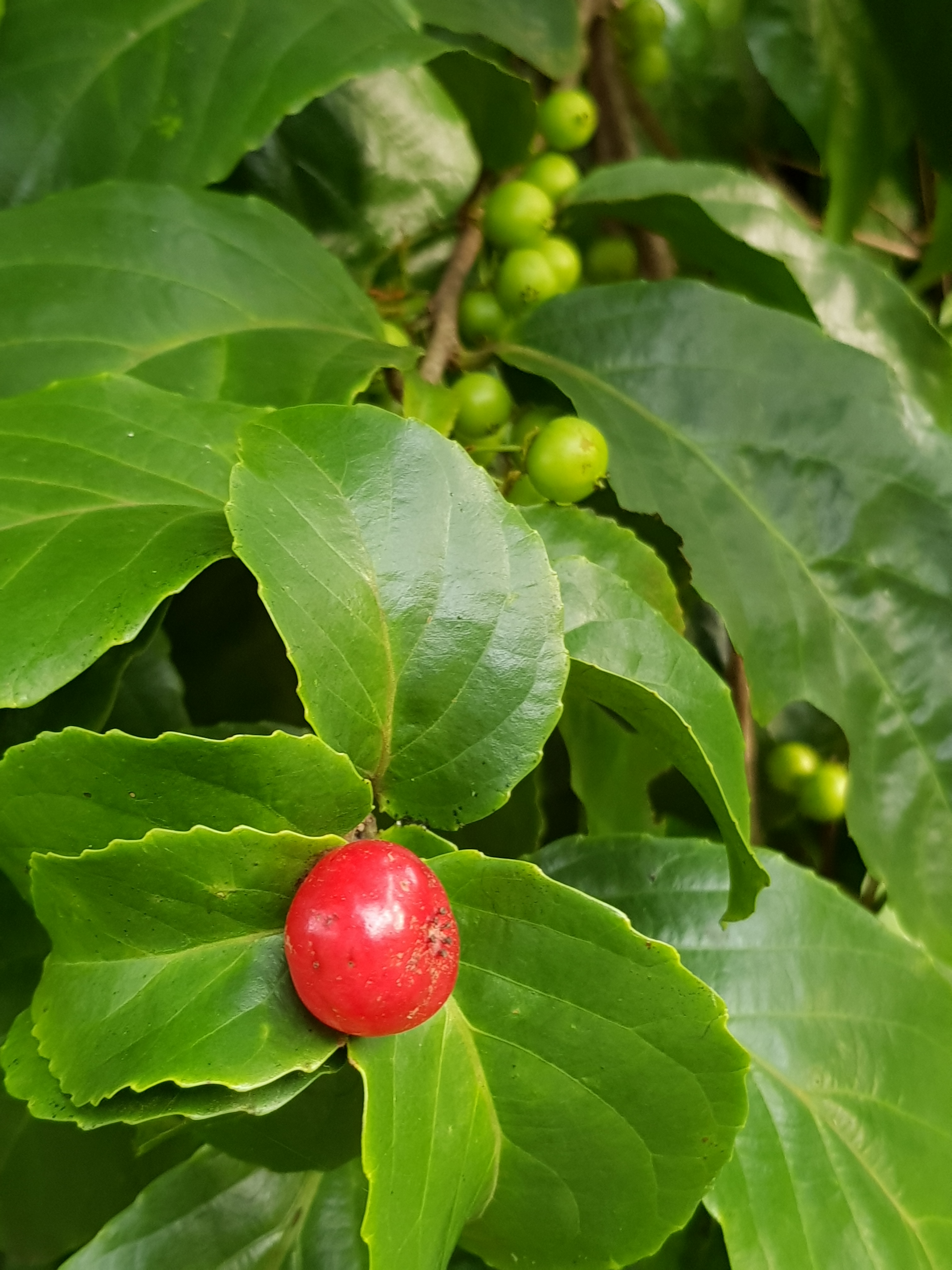
Flacourtia

Il genere comprende le seguenti specie:
- Flacourtia amalotricha A.C.Sm.
- Flacourtia cavaleriei H.Lév.
- Flacourtia degeneri A.C.Sm.
- Flacourtia flavescens Willd.
- Flacourtia helferi Gamble ex Ridl.
- Flacourtia indica (Burm.f.) Merr.
- Flacourtia inermis Roxb.
- Flacourtia jangomas (Lour.) Raeusch.
- Flacourtia kinabaluensis Sleumer
- Flacourtia latifolia (Hook.f. & Thomson) T.Cooke
- Flacourtia mollipila Sleumer
- Flacourtia mollis Hook.f. & Thomson
- Flacourtia montana J.Graham
- Flacourtia occidentalis Blatt.
- Flacourtia oppositifolia Gagnep.
- Flacourtia ramontchi L'Hér.
- Flacourtia rukam Zoll. & Moritzi
- Flacourtia subintegra A.C.Sm.
- Flacourtia territorialis Airy Shaw
- Flacourtia tomentella Miq.
- Flacourtia vitiensis (Seem.) A.C.Sm.
- Flacourtia vogelii Hook.f.
- Flacourtia zippelii Slooten

In precedenza, il Sistema Cronquist assegnava questo genere alle Flacourtiaceae.